# Тущыкудык (Атырауская область)
Тущыкудык (каз. Тұщықұдық, до 2008 года — Чапа́ево) — село в Исатайском районе Атырауской области Казахстана. Административный центр Тущыкудыкского сельского округа. Находится примерно в 4 км к северо-востоку от села Аккистау, административного центра района. Код КАТО — 234245100.

## Население
В 1999 году население села составляло 3600 человек (1830 мужчин и 1770 женщин). По данным переписи 2009 года, в селе проживало 4108 человек (2092 мужчины и 2016 женщин).

## Известные уроженцы, жители
Абылкасымов, Бабаш Абылкасымович — учёный в области лингвистики, казахстанский языковед, тюрколог, доктор филологических наук, профессор, Академик Академии естественных наук Казахстана.